# Бряг Раймил
Бряг Раймил (на английски: Rymill Coast) е част от крайбрежието на Западна Антарктида, в западния сектор на Земя Палмър, простиращ се между 69° и 73°20’ ю.ш. и 66°40’ и 72° з.д. Брегът заема цялото западно и част от югозападното крайбрежие на Земя Палмър, покрай югоизточните брегове на море Белингсхаузен, част от тихоокеанския сектор на Южния океан. На югозапад граничи с Брега Инглиш на Земя Палмър, а на север – с Брега Фалиер на Земя Греъм. Крайбрежието му е слабо разчленено, което е почти цялостно е заето от шелфовия ледник Джордж VІ. В крайната му северна част е разположен шелфовия ледник Уорди и част от крайбрежието му в района на залива Маргьорит през лятото за кратко се освобождава от ледена покривка.
Повсеместно е покрит с дебела ледена броня, над която стърчат отделни оголени върхове и нунатаки на планината Батърби (връх Уорд 2600 m), от която към шелфовите ледници Джордж VІ и Уорди се спускат планински ледници – Флеминг, Юрика, Райли, Чапмен, Милет, Бертрам, Рейдър, Гуденаф и др.
През 1985 г. Британския комитет по антарктическите названия наименува този участък от крайбрежието на Земя Палмър в чест на австралийския полярен изследовател Джон Раймил, който ръководи Британската антарктическа експедиция през 1934 – 37 г. и от януари до март 1937 г. заедно със своите подчинени с кучешки впрягове откриват, изследват и топографски заснемат целия участък от това крайбрежие и големия шелфовия ледник Джордж VІ.